# La Bonté : mode d'emploi
La Bonté : mode d'emploi (titre original : How to Be Good) est le quatrième roman de l'écrivain britannique Nick Hornby, publié aux États-Unis et en France en 2001.

## Résumé
Katie Carr en a marre notamment de son mari David Grant qui a un mauvais caractère. Elle demande le divorce et son mari change alors d'attitude. Elle n'est pas au bout de ses surprises.